# Bronisław Knothe
Bronisław Knothe (ur. 18 czerwca 1881 w Wilkowej, zm. 18 kwietnia 1950 w Krakowie) – nauczyciel, społecznik, działacz polityczny; związany z Łodzią, Zagłębiem Dąbrowskim oraz Sandomierszczyzną, poseł na Sejm RP I kadencji wybrany z listy Chrześcijańskiego Związku Jedności Narodowej.

## Dzieciństwo, czas studiów oraz pierwsze lata pracy pedagogicznej (1881–1914)
Bronisław Knothe był synem Aleksandra, nadzorcy ziemskiego w dobrach tzw. klucza staszowskiego (brata Apolinarego Knothe), oraz Aleksandry z Malczewskich. Jego starszym bratem był Stanisław – późniejszy inżynier, przemysłowiec oraz filantrop. Dzieciństwo spędził w Ruszczy, gdzie wyrastał w patriotycznej atmosferze. Od najmłodszych lat fascynował się historią, w szczególności osobą Tadeusza Kościuszki. W 1891 roku rozpoczął naukę w progimnazjum w Sandomierzu. Kontynuował ją w Gimnazjum Rządowym w Radomiu, które ukończył w 1902 roku. Po uzyskaniu świadectwa dojrzałości rozpoczął studia na Wydziale Filozoficznym Cesarskiego Uniwersytetu Warszawskiego. Po roku przeniósł się do Krakowa. Absolutorium uzyskał w 1907 roku. W trakcie studiów zaangażował się w prace Polskiej Macierzy Szkolnej. Obszarem jego działania był powiat stopnicki, z którego został delegatem do Zarządu Okręgowego w Pińczowie. Najprawdopodobniej w 1908 roku złożył egzamin nauczycielski z języka polskiego na Uniwersytecie Warszawskim, po czym podjął pracę w charakterze nauczyciela języka polskiego w prywatnej szkole żeńskiej Bronisławy Kuczyńskiej w Skierniewicach. Rok później został nauczycielem w Szkole Realnej Kolei Warszawsko-Wiedeńskiej. Pod koniec roku szkolnego 1913/1914 zdecydował się przenieść do Łodzi, gdzie znalazł zatrudnienie w Szkole Handlowej Zgromadzenia Kupców m. Łodzi.

## Okres łódzki (1914–1918)
W łódzkiej handlówce pracował do 1917 roku (uczył języka polskiego oraz historii Polski). W trakcie roku szkolnego 1917/1918 pełnił funkcję dyrektora Gimnazjum Aleksego Zimowskiego w Łodzi. W latach I wojny światowej zaangażował się w szereg inicjatyw społecznych, głównie o charakterze oświatowym. Był m.in. członkiem Sekcji Szkolnej Głównego Komitetu Obywatelskiego; wykładowcą Wyższych Kursów Naukowych, Kursów Handlowych oraz Polskich Kursów Pedagogicznych; członkiem Łódzkiej Miejscowej Rady Opiekuńczej oraz Polskiej Macierzy Szkolnej w Łodzi. Oprócz tego brał udział w przygotowywaniu obchodów rocznic narodowych, podczas których wygłaszał odczyty. Wspierał tworzone Zjednoczenie Narodowe. Obok podejmowanych działań o charakterze społecznym i politycznym realizował się na płaszczyźnie literackiej – napisał pierwsze wiersze, opublikował dwie rozprawy oraz rozpoczął regularną publicystykę na łamach prasy („Nowy Kurier Łódzki”).

## Udział w życiu społeczno-politycznym Zagłębia Dąbrowskiego (1918–1922)
W 1918 roku przeniósł się do Sosnowca pod wpływem brata Stanisława, który zaoferował mu posadę w przedsiębiorstwie węglowym. Jednocześnie rozpoczął pracę jako nauczyciel w Gimnazjum J. Siwikowej (obecne II LO im. E. Plater). W placówce tej pracował do końca roku szkolnego 1920/1921, kiedy to zatrudnił się w redakcji miejscowej „Iskry”.
Na terenie Zagłębia kontynuował działalność w ramach Zjednoczenia Narodowego. Przed wyborami do Sejmu Ustawodawczego prowadził kampanię tego stronnictwa. W październiku 1919 roku został prezesem Zarządu Okręgowego (powiat będziński) Narodowego Zjednoczenia Ludowego (NZL). Miesiąc później wszedł w skład Zarządu Głównego NZL. Po rozłamie w NZL pozostał w jego szeregach. Zdając sobie sprawę z zagrożenia płynącego z podziałów, szczególnie w kontekście rosnącego poparcia lewicy, był jednym z inicjatorów konsolidacji obozu centroprawicowego w Zagłębiu przed wyborami do Sejmu RP I kadencji. Świadectwem jego ówczesnej pozycji politycznej była jedynka na liście Chrześcijańskiego Związku Jedności Narodowej, która pozwoliła mu uzyskać mandat poselski.
Ochotniczo brał udział w wojnie polsko-bolszewickiej. Po zaciągnięciu się, został przydzielony do I kompanii ochotniczej 11 Pułku Piechoty Ziemi Będzińskiej. Wyruszył na front 10 sierpnia 1920 roku. W trakcie przeszło trzymiesięcznego pobytu w armii przesyłał listy, które były publikowane w lokalnej prasie.
Podczas I powstania śląskiego był jednym z inicjatorów powołania w Sosnowcu Komitetu Głównego Opieki nad Górnoślązakami. W 1920 roku był wykładowcą tzw. kursów plebiscytowych, przeznaczonych dla zdemobilizowanych Górnoślązaków, powracających na czas plebiscytu w rodzinne strony. W listopadzie 1920 roku wszedł w skład Komitetu uroczystości odsłonięcia pomnika powstańców górnośląskich, pochowanych na cmentarzu przy ul. J. Mireckiego. W trakcie III powstania śląskiego wsparł finansowo Komitet Pomocy Górnoślązakom. Po przyłączeniu Górnego Śląska do Polski przedstawił na łamach prasy koncepcję włączenia Zagłębia Dąbrowskiego w granice województwa śląskiego. Z działalnością na rzecz Górnego Śląska wiąże się także jego aktywność w ramach Związku Obrony Kresów Zachodnich.
23 października 1919 roku został wybrany ławnikiem-decernentem. 17 czerwca 1920 roku Rada Miejska przychyliła się do jego argumentacji i z dwóch funkcjonujących nazw, tj. Sosnowice i Sosnowiec, zatwierdziła tę drugą. Funkcję ławnika sprawował do stycznia 1921 roku.
Do momentu wyboru na posła napisał ponad 100 artykułów prasowych, które zostały opublikowane na łamach „Kuriera Zagłębia” i „Iskry”. Dotyczyły zagadnień gospodarczych, polityki oraz spraw społecznych.

## Poseł (1922–1927)
Z uwagi na to, że NZL wprowadziło do Sejmu tylko dwóch posłów, dołączył do klubu chadecji w charakterze hospitanta (tj. posła, który nie będąc członkiem danej partii wchodził w skład jej klubu parlamentarnego i zastrzegał sobie wolność głosowania w pewnych sprawach). Po podpisaniu protokołu scaleniowego pomiędzy NZL a PSL „Piast” (sierpień 1923 roku) nie dołączył do partii W. Witosa. Pozostając członkiem klubu poselskiego chadecji pod koniec 1923 roku rozpoczął wydawanie „Jutra: Dziennika bezpartyjnego”. Próba ta zakończyła się niepowodzeniem – 30 grudnia 1923 roku ukazał się ostatni numer tej gazety. Rok później związał się z katowicką „Polonią”. W 1925 roku został członkiem Zarządu Głównego chadecji na teren Województwa Śląskiego i Zagłębia Dąbrowskiego. W obliczu widocznego przesunięcia sympatii politycznych mieszkańców Zagłębia w stronę lewicy (w kwietniu 1925 roku socjaliści wygrali wybory samorządowe w Sosnowcu) zdecydował się wstąpić do PSL „Piast” i ubiegać się o reelekcję poselską w rodzinnych stronach (okręg nr 22 – Sandomierz). Po zasileniu szeregów ludowców objął opiekę polityczną nad tym okręgiem wyborczym. Podczas przewrotu majowego opowiedział się po stronie legalnych władz RP. Starał się wtedy skłonić dawnego wychowanka ze Skierniewic – gen. Aleksandra Narbutta-Łuczyńskiego do wsparcia sił rządowych. Do rozwiązania Sejmu RP I kadencji rozbudowywał organizację terenową PSL „Piast” na ziemi stopnickiej i sandomierskiej.
W trakcie kadencji był członkiem następujących komisji sejmowych: Administracyjnej, Do walki z drożyzną, Skarbowej oraz Komisji do zbadania produkcji i cen węgla. Przedłożył 6 wniosków poselskich oraz 5 interpelacji. Oprócz tego 8 razy zabierał głos z mównicy sejmowej.
5 kwietnia 1925 roku uzyskał mandat radnego z listy centroprawicowego Narodowo-Gospodarczego Komitetu Wyborczego m. Sosnowca. W trakcie kadencji starał się hamować wprowadzanie nowych podatków oraz nadmierne wydatki budżetowej zdominowanej przez socjalistów Rady Miejskiej.

## Powrót w rodzinne strony (1927–1939)
Po rozwiązaniu Sejmu RP I kadencji osiadł w Ruszczy, gdzie objął posadę administratora tego majątku (był własnością jego brata Stanisława). Na początku stycznia 1928 roku został wybrany wiceprezesem Zarządu Okręgowego PSL „Piast” na województwo kieleckie oraz komisarzem wyborczym tej partii na okręg nr 22. Wspólna lista PSL „Piast” i chadecji (zajął na niej pozycję nr 2) – z uwagi na działania sanacji – została unieważniona. Po zbadaniu sprawy Sąd Najwyższy zarządził wybory uzupełniające w tym okręgu, które nie przyniosły mu reelekcji. Podczas tzw. wyborów brzeskich znalazł się na liście Centrolewu do Senatu (ostatnia pozycja). Do wybuchu wojny wspierał działalność zjednoczonego Stronnictwa Ludowego. Od 1931 roku był radnym Rady Gminy Połaniec.

## Lata wojenne i powojenne (1939-1950)
Od początku II wojny światowej dwór w Ruszczy stał się schronieniem dla wielu osób uciekających z kresów zachodnich. Początkowo B. Knothe związany był z konspiracją o proweniencji narodowej, po scaleniu NOW z AK na Sandomierszczyźnie działał w ramach tej drugiej organizacji. W majątku ulokowany został komendant podobwodu AK Osiek „Dąb”. Knothe wspierał partyzantów zarówno za pomocą środków pieniężnych, jak i produktów żywnościowych. Administrowany przez niego majątek był jednym z punktów koncentracji do planu „Burza”. We wrześniu 1944 roku został zmuszony przez NKWD do opuszczenia Ruszczy, która została przejęta na rzecz Skarbu Państwa. W czerwcu 1945 roku dołączył do żony i dzieci w Krakowie. Od sierpnia 1946 roku do lipca 1947 roku był zarządcą majątku Sokule koło Żyrardowa. Po powrocie do Krakowa – z uwagi na przedwojenną orientację polityczną – dalej nie mógł znaleźć zatrudnienia. Zmarł 18 kwietnia 1950 roku. Został pochowany na Cmentarzu Rakowickim.

## Życie prywatne
Bronisław Knothe ożenił się 16 września 1914 roku z Marią Zofią Łabędź. Mieli dwójkę dzieci: Stanisława (1919-2015) oraz Aleksandrę (1920-2015).

## Publikacje B. Knothe
- O ojczyźnie i tobie, gdy macie być wolni (Łódź, 1917)
- Tadeusz Kościuszko. Człowiek i czyny (Łódź, 1917)
- Książeczka dla starszej młodzieży (Sosnowiec, 1918)
- Ogólne zasady i dążenia ruchu ludowego (Będzin, najpóźniej 1928)